# Călan
Călan (în germană Klandorf, în maghiară Kalán sau Pusztakalán) este un oraș în județul Hunedoara, Transilvania, România, format din localitățile componente Călan (reședința) și Streisângeorgiu, și din satele Batiz, Călanu Mic, Grid, Nădăștia de Jos, Nădăștia de Sus, Ohaba Streiului, Sâncrai, Sântămăria de Piatră, Strei, Strei-Săcel și Valea Sângeorgiului.
Până în anul 1990, Călan era cunoscut pentru renumele apelor termale române AQVE, din apropierea orașului și prin flăcările secției Semicocs din cadrul Combinatului Siderurgic Victoria care ardeau, zi-noapte.

## Istoric
Atestat documentar în anul 1387, orașul Călan este situat pe locul unei așezări rurale de pe timpul dacilor din Dacia Romană,  , denumită Aquae în timpul ocupației romane. Nenumărate dovezi materiale (fragmente de ceramică arsă, piatră șlefuită, cremene, topoare, brățări din bronz etc.) au fost descoperite în satele Valea Sângeorgiului, Sântamarie de Piatră, Strei Săcel și Strei, atestând prezența omului pe aceste meleaguri din cele mai vechi timpuri. Urmele găsite în cele două peșteri din dealul Măgura, păstrate la Muzeul județean din Deva arată că pe aceste meleaguri au existat așezări omenești încă din neoliticul vechi (5500-3500 i.e.n.). Perioada de tranziție de la neolitic la epocă bronzului (2200-1800 î.e.n.) este atestată de fragmentele de ceramică, vase din lut ars cu ornamente încadrate în cultură Cotofeni.
Descoperirile arheologice făcute în localitatea Călan, cum sunt cele două măsele de mamut atestă o așezare din paleolitic. În neolitic au fost găsite fragmente de vase, urme de chirpice, oase de animale, coarne de cerb etc.
În timpul stăpânirii romane Aquae (astăzi Călan), este antrenat în viața economică a civilizației romane. Vasile Pârvan (n. 28 septembrie 1882, Perchiu, Bacău - d. 26 iunie 1927, București) istoric, arheolog, epigrafist și eseist român, demonstrează că localitatea Aquae este amintită de Ptolemeu (*ca.87d.Hr. probabil în Ptolemais Hermii - a ca.165 d.Hr. în Alexandria).
Epoca bronzului (perioada mijlocie 1600 -1300 i.e.n.) este reliefată prin obiectele găsite aici din care se remarcă: topor, secure, brățara etc. În perioada Daciei romane (106-271) s-au format pe teritoriul orașului Călan pagus-ul Aquae, precum și alte așezări romane (vicus-uri).
Localitatea a devenit cunoscută pentru termele antice (ape mezotermale) de unde și denumirea de Aquae. Potrivit istoricilor, existența Aquae este atestată de inscripția „Genio Pagi Aquaensis”, de pe o piatră din altarul bisericii medievale din Strei Sîngiorgiu.
Orașul Călan făcea parte dintr-un vechi ținut al unor cneji și juzi români care și-au păstrat față de voevodat și principatul Transilvaniei vreme îndelungată o situație politică, administrativă și judecătorească proprie. Călanul și satele din jur treptat, sunt transformate în sate iobăgești, proces ce s-a încheiat la sfârșitul sec. al XVI lea. Țăranilor li s-au impus obligații față se biserică, stat și stăpânul moșiei. Răscoala lui Horea, din 1784 antrenează toate satele de pe valea Streiului și Călanul. De asemenea răscoala lui Tudor Vladimirescu a avut mare răsunet pe valea Streiului.
În anul 1760, localitatea purta numele de Puszta Kalan. În acest hotar s-a construit societatea metalurgică și în jurul ei, pe un teren în parte mlăștinos, s-au construit primele case de colonii muncitorești. În anul 1860, administrația Societății Brașovene de Mine și Metalurgie, avînd în frunte, ca președinte, pe Max Egon, principe de Furstenberg, iar ca vicepreședinte, pe baronul Ludwig von Habersen, a cumpărat în anul 1867 pentru uzina din Călan, un teren de cca.180 de iugăre, în parte mlăștinos, de la Sandor Bertha, căsătorită cu groful Adam Vas. În anul 1868, a fost angajat ing. Otto Gmelin, din Germania, pentru proiectarea uzinei.
La 25 mai 1869, se începe executarea fundației primului furnal. În anul 1870 anul începeri activității industriale la Călan, colonia muncitorească era formată doar din 10 case, ajungînd în anul 1918 la 78 de case. După Al Doilea Război Mondial, Călanul a devenit un puternic centru al siderurgiei românești, recunoscut prin producția de fontă cenușie, cocs metalurgic și piese turnate.
În perioada 1949-1952 s-au clădit primele blocuri de locuințe și o școală de ucenici. În anul 1959, în dreapta râului Strei, pe terasa de lângă seculara biserică din Strei Sângeorgiu, a început construirea Orașului Nou Călan. În 1976 s-a dat în folosință casa de cultură, având o sală de spectacole cu aproximativ 400 de locuri, o sală de ședință cu 100 de locuri, bibliotecă, sală de lectură și alte spații destinate activității cultural-artistice. În anul 1981 a fost dată în folosință o nouă policlinică și o nouă bază sportivă cu teren de fotbal, teren de antrenament, tribune de 7000 de locuri.
Pe parcursul activității sale industriale orașul Călan a cunoscut câteva premiere pe plan național și internațional:
- cel mai mare furnal din țară la sfârșitul sec.al XIX-lea (380)mc;
- prima instalație din lume pentru producerea cocsului și semicocsului prin fluidizare (1957)
- producerea cocsului brichete pentru scopuri industriale în țară (1961)
- folosirea primelor suflante pentru furnale proiectate și construite de specialiști români (1952)
- fabricarea utilajului de turnare pentru oțelării direct din fontă de prima fuziune în țară (1989)

## Arhitectură industrială (patrimoniu cultural național)
- Vechiul furnal

## Demografie
Componența etnică a orașului Călan
     Români (82,51%)
     Maghiari (3,23%)
     Alte etnii (1,11%)
     Necunoscută (13,15%)
Componența confesională a orașului Călan
     Ortodocși (71,58%)
     Romano-catolici (5,67%)
     Penticostali (5,16%)
     Alte religii (3,36%)
     Necunoscută (14,23%)
Conform recensământului efectuat în 2021, populația orașului Călan se ridică la 10.055 de locuitori, în scădere față de recensământul anterior din 2011, când fuseseră înregistrați 11.279 de locuitori. Majoritatea locuitorilor sunt români (82,51%), cu o minoritate de maghiari (3,23%), iar pentru 13,15% nu se cunoaște apartenența etnică. Din punct de vedere confesional, majoritatea locuitorilor sunt ortodocși (71,58%), cu minorități de romano-catolici (5,67%) și penticostali (5,16%), iar pentru 14,23% nu se cunoaște apartenența confesională.
|  | Graficele sunt indisponibile din cauza unor probleme tehnice. Mai multe informații se găsesc la Phabricator și la wiki-ul MediaWiki. |

Date: Recensăminte sau birourile de statistică - grafică realizată de Wikipedia
La recensământul din 2002 orașul avea o populație de 13.318 locuitori. După naționalitate, au fost recenzați: 12.308 români, 774 maghiari, 115 germani, 57 rromi. După religie, au fost recenzați: 10.788 ortodocși, 1.199 romano-catolici, 399 greco-catolici, 200 reformați.
În prezent, datorită opririi aproape în totalitate a fostei platforme industriale, de care orașul a depins aproape în exclusivitate, precum și a concedierii majorității angajaților, care a dus la explozia ratei șomajului, orașul Călan se confruntă cu grave probleme economico-sociale.

## Politică și administrație
Orașul Călan este administrat de un primar și un consiliu local compus din 17 consilieri. Primarul, Filip-Adrian Iovănesc[*], de la Partidul Național Liberal, este în funcție din octombrie 2020. Începând cu alegerile locale din 2024, consiliul local are următoarea componență pe partide politice:
|  | Partid                          | Consilieri | Componența Consiliului | Componența Consiliului | Componența Consiliului | Componența Consiliului | Componența Consiliului | Componența Consiliului | Componența Consiliului |
|  | ------------------------------- | ---------- | ---------------------- | ---------------------- | ---------------------- | ---------------------- | ---------------------- | ---------------------- | ---------------------- |
|  | Partidul Național Liberal       | 7          |                        |                        |                        |                        |                        |                        |                        |
|  | Partidul Social Democrat        | 6          |                        |                        |                        |                        |                        |                        |                        |
|  | Alianța pentru Unirea Românilor | 3          |                        |                        |                        |                        |                        |                        |                        |
|  | Forța Dreptei                   | 1          |                        |                        |                        |                        |                        |                        |                        |

## Personalități
- Alina Alexoi - jurnalist sportiv,  de 21 de ani angajată la TVR. A participat la 6 ediții ale Jocurilor Olimpice de vara si iarna, record pentru o ziarista din România. In 2012 a primit premiul special "Cristian Țopescu" la gala TV Mania pentru cel mai bun comentator sportiv din România, fiind prima femeie jurnalist sportiv care a primit acest premiu. Trofeul i-a fost înmânat chiar de către Cristian Țopescu.
- Mariana Anghel - Interpretă de muzică populară.
- Toma Baic - Deputat în Marea Adunare Națională de la Alba Iulia.
- Ioan Barb - Poet, prozator, fost jurnalist profesionist, în prezent avocat.
- Moise Dănesc I. Petru Deputat în Marea Adunare Națională de la Alba Iulia.
- Gheorghe Barbu - Politician român, fost Ministru al Muncii, Solidarității Sociale și Familiei.
- Mariana Deac- Interpretă de muzică populară. Director la Centrul Județean pentru Conservarea și Promovarea Culturii Tradiționale Hunedoara.
- Ilie Fântânesc - Deputat în Marea Adunare Națională de la Alba Iulia.
- Silviu Guga - Poet, prozator și critic literar.
- Nicolae Itul - Fost deținut politic, fondator al parohiei greco-catolice din Călan, după redobândirea libertății în 1989.
- Dorina Itul - Profesoară si artistă plastic, soția lui Nicolae Itul, membra U.A.P, foarte apreciată în județul Hunedoara.
- Constantin Isac - Medic chirurg român, cetățean de onoare al orașului Călan.
- Daniel Lăcătuș - Jurnalist, poet și prozator român. Din 2011 membru al Uniunii Scriitorilor din România.
- Romul Munteanu - Critic, istoric literar și editor român.
- Nikolaus Pilly - (n.1930) Metalurgist, autor a nenumărate articole în domeniul tehnic, studii monografice, poezii, proză și cântece. Cunoscut ca fiind printre puținii din țara noastră care cântă la fierăstrău din 1952
- Carol Stanciu - Medic, gastroenterolog, membru de onoare al Academiei Române.
- Romulus Zăroni - Ministrul agriculturii și domeniilor în Guvernul Petru Groza (1) (6 martie 1945 - 30 noiembrie 1946), după care Ministrul cooperației în Guvernul Petru Groza (2) (1 decembrie 1946 - 29 decembrie 1947) și Guvernul Petru Groza (3) (30 decembrie 1947 - 14 aprilie 1948).
- Robert Cristian Trif (n. 1979), cineast.

## Galerie de imagini

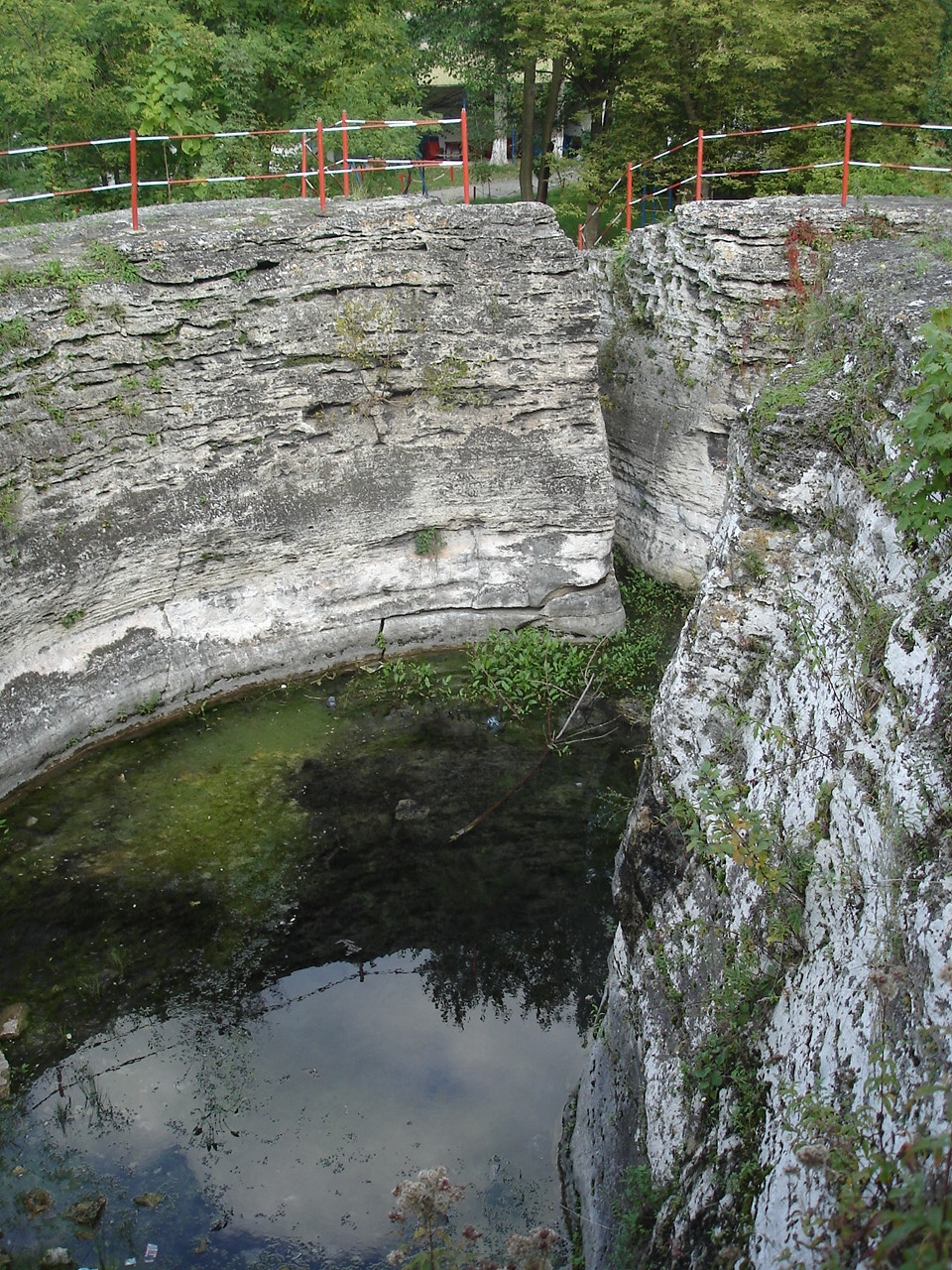
Vestigii antice: Băile romane (Aquae) din Călan în anul 2007. Se vede calea de acces săpată în stâncă.
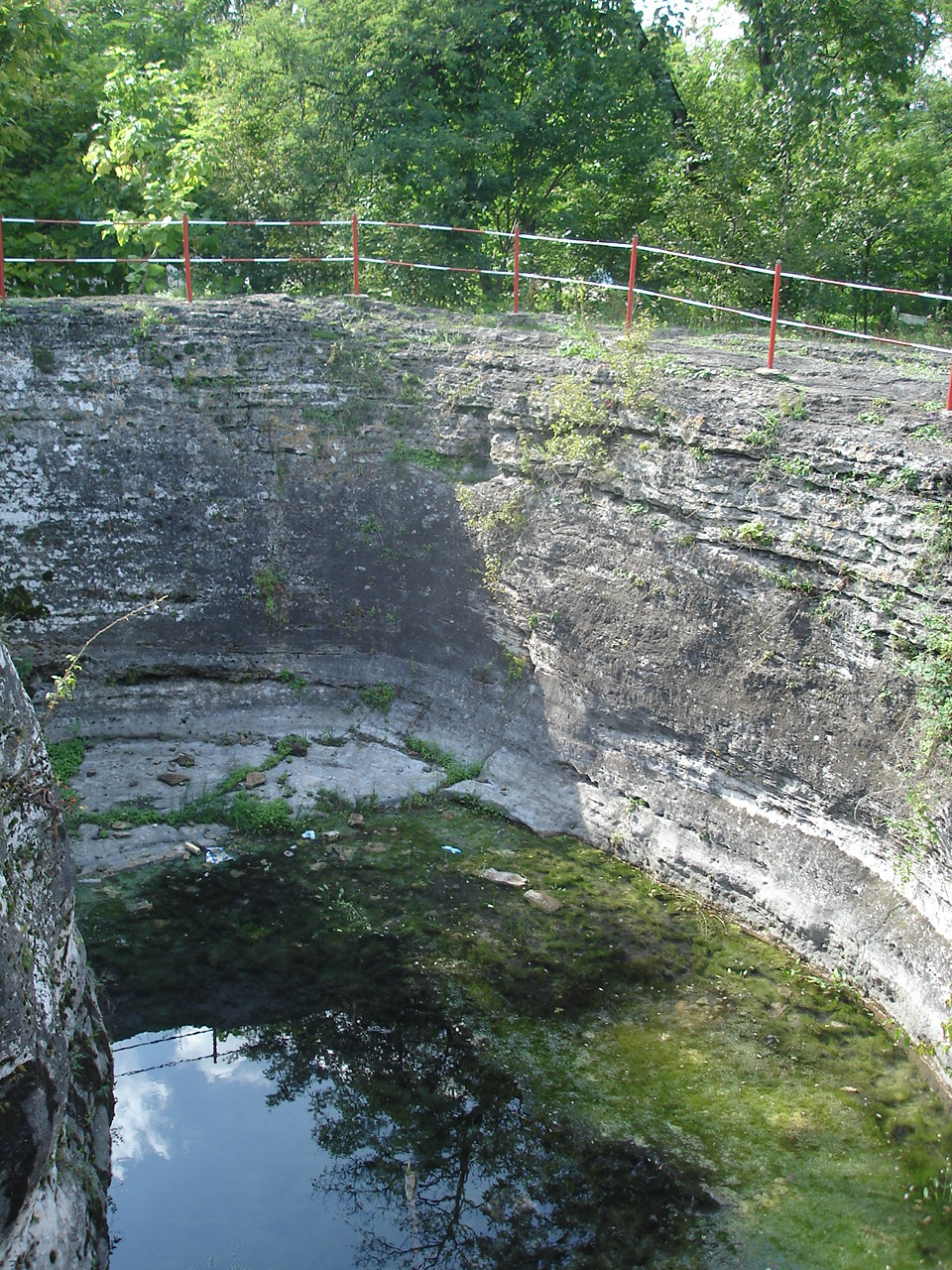
Vestigii antice: Băile romane (Aquae) din Călan în anul 2007. Se vede baia săpată în stâncă.
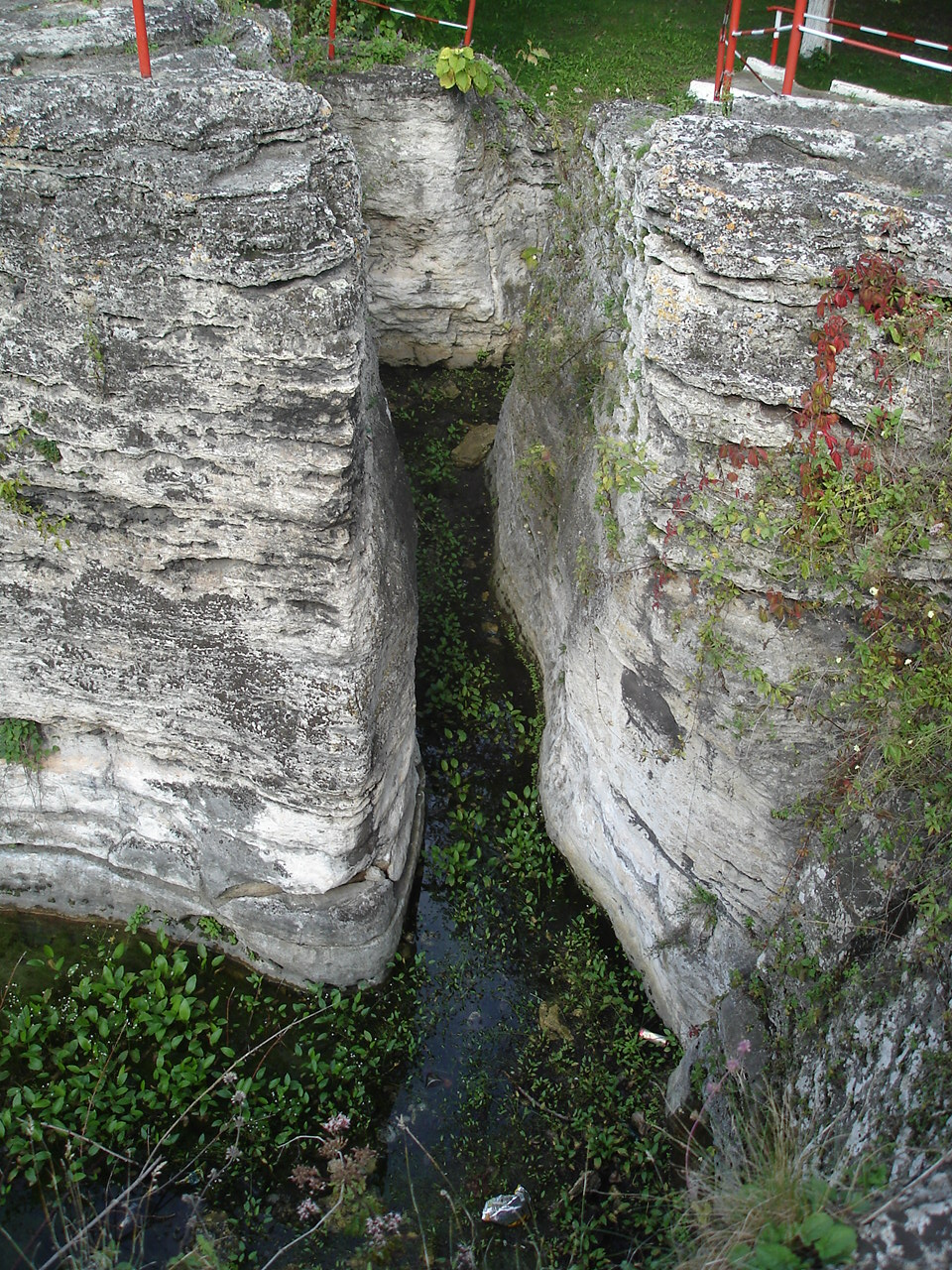
Vestigii antice: Băile romane (Aquae) din Călan în anul 2007. Se vede accesul dinspre exterior în baia săpată în stâncă.
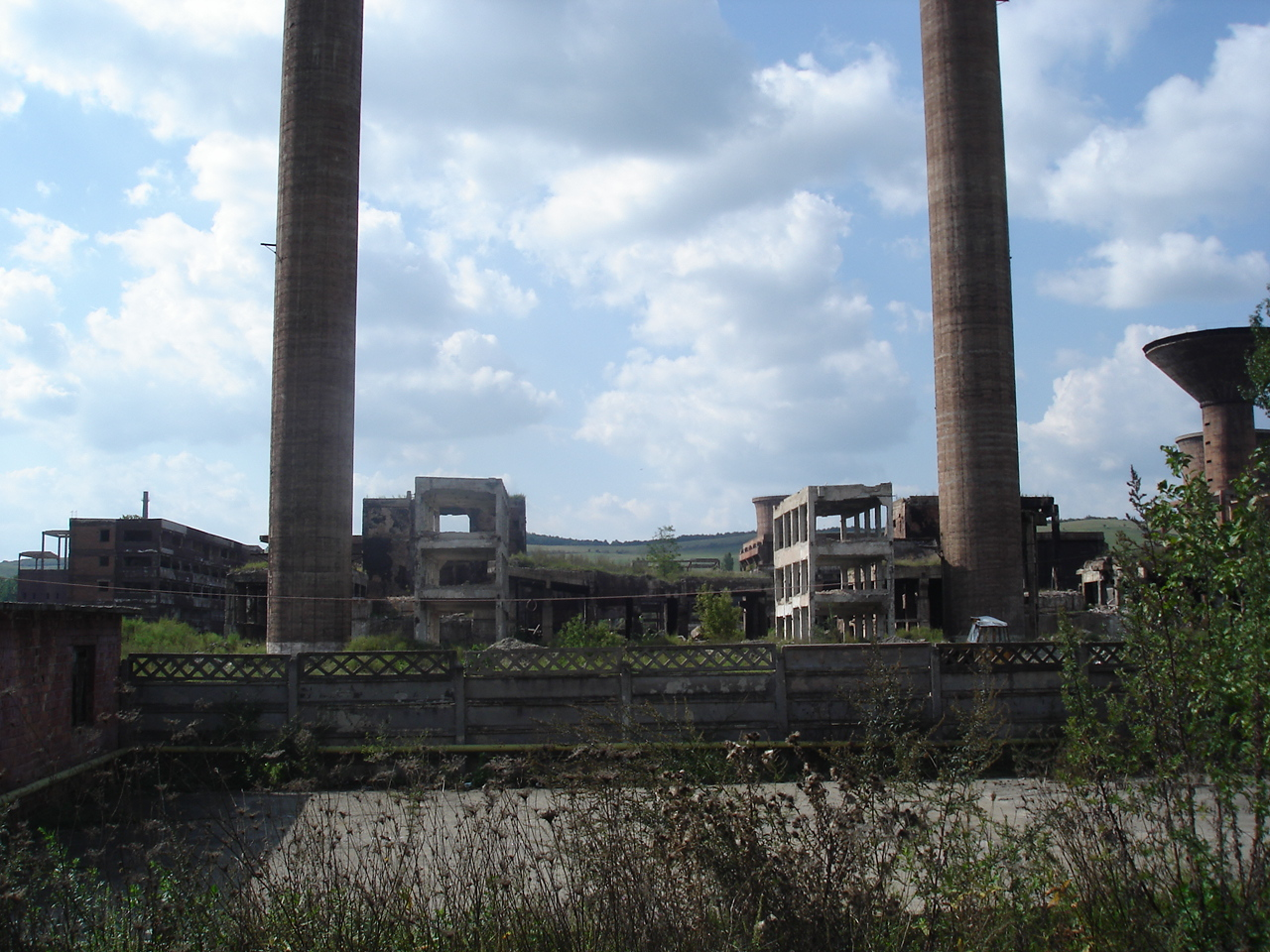
Ruinele Combinatului Siderurgic din Călan în 2007, în prezent complet demolate
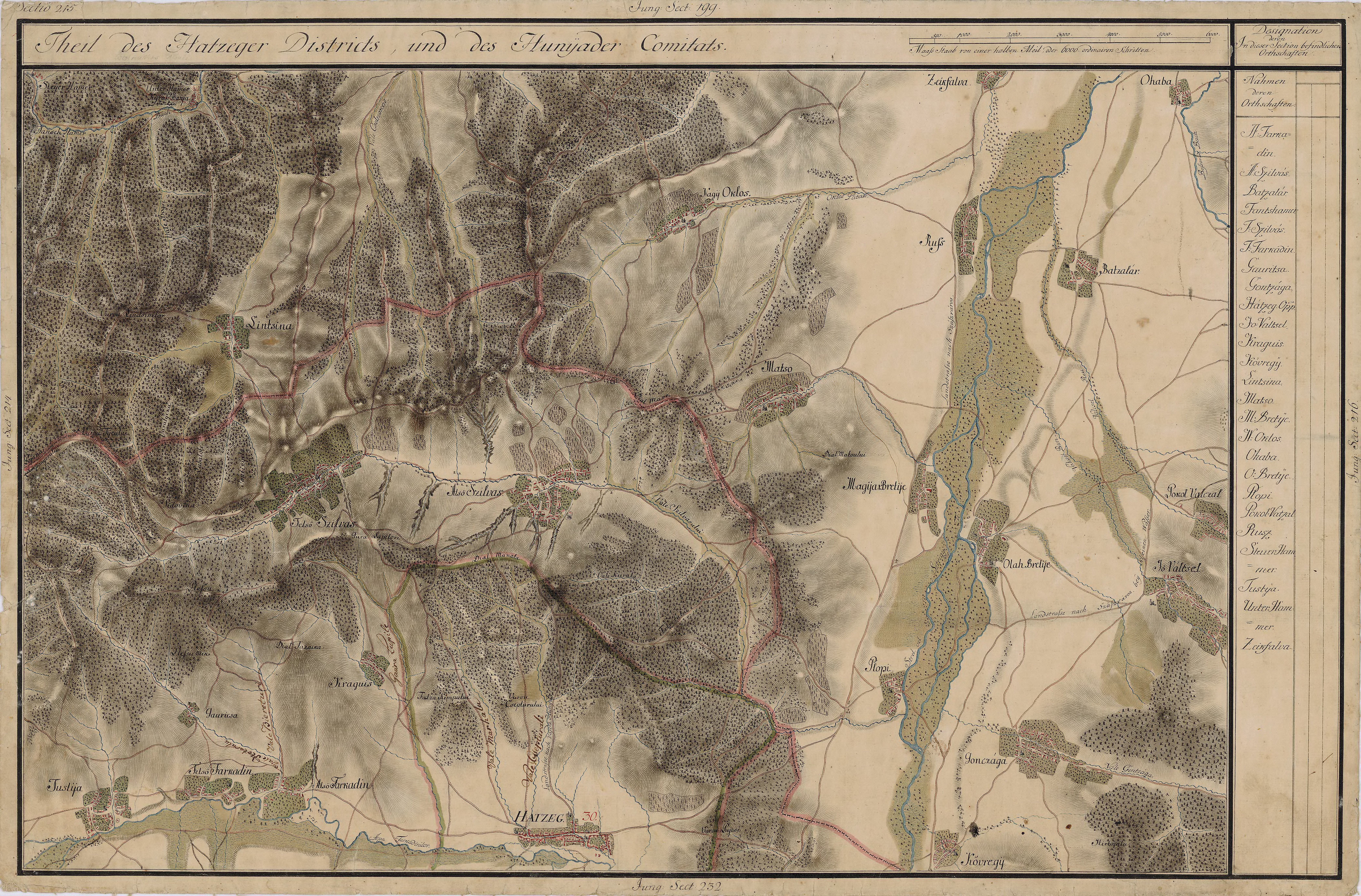
Călan în Harta Iosefină a Transilvaniei, 1769-1773
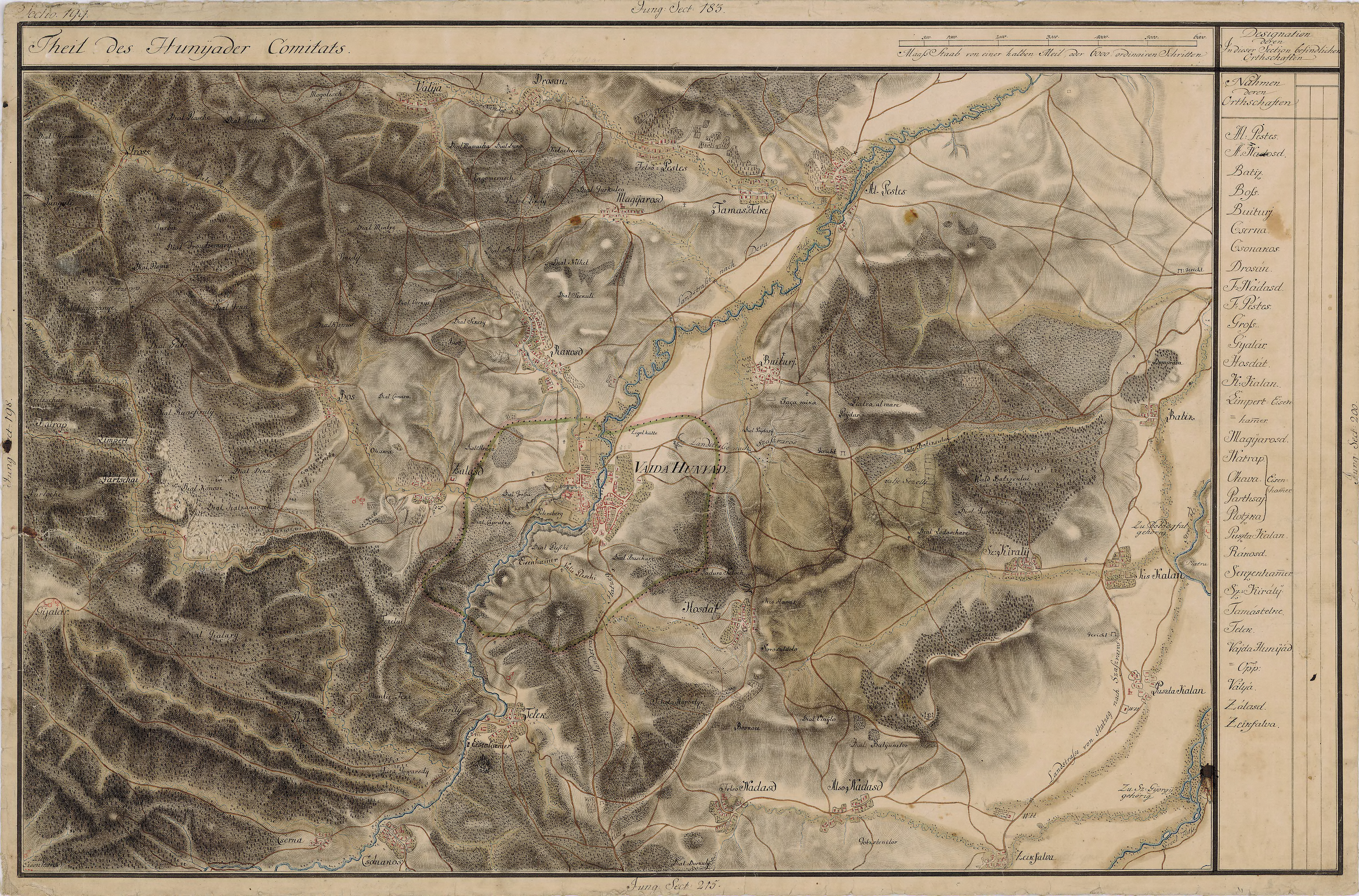
Călan în Harta Iosefină a Transilvaniei, 1769-1773
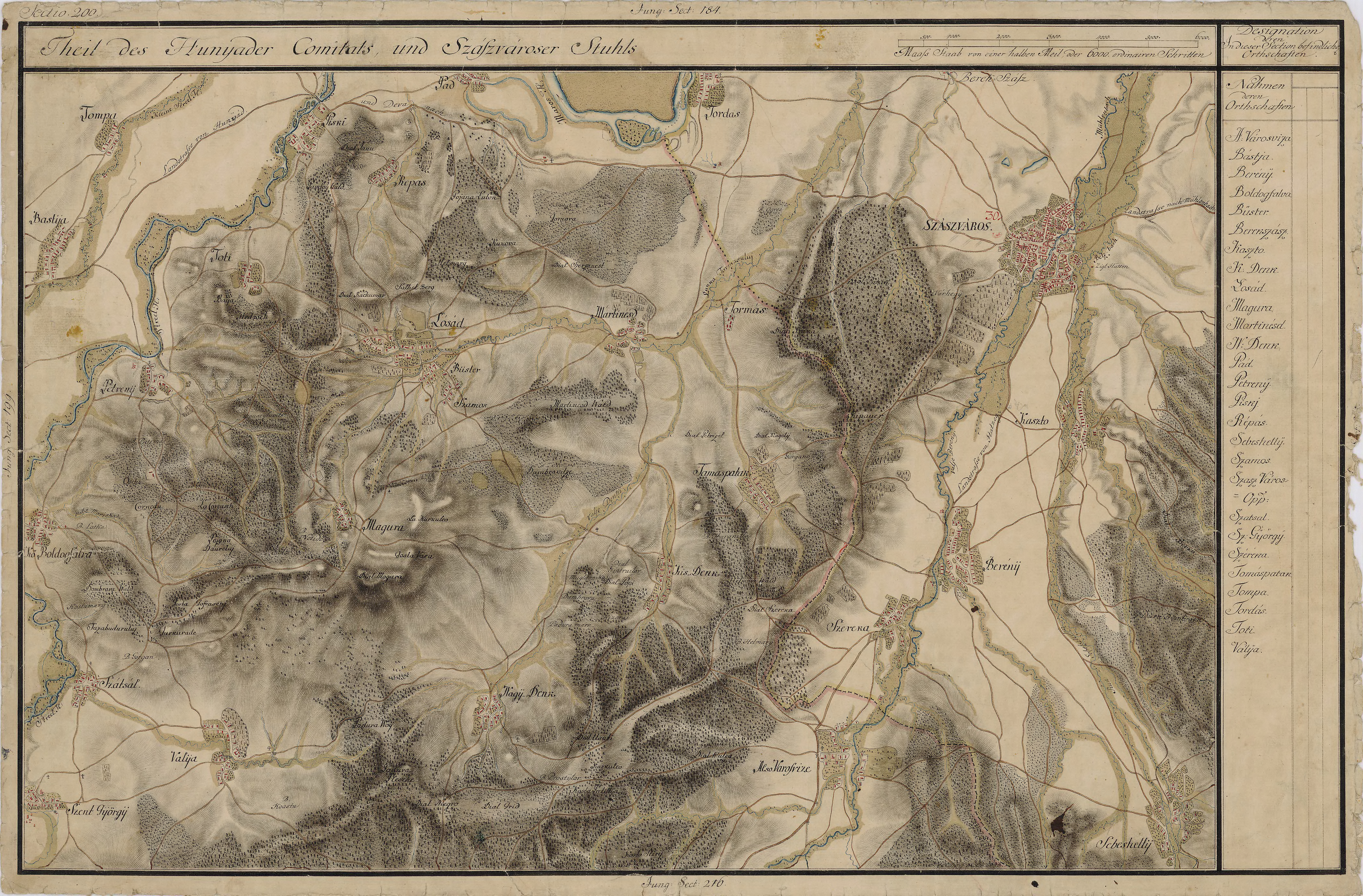
Călan în Harta Iosefină a Transilvaniei, 1769-1773
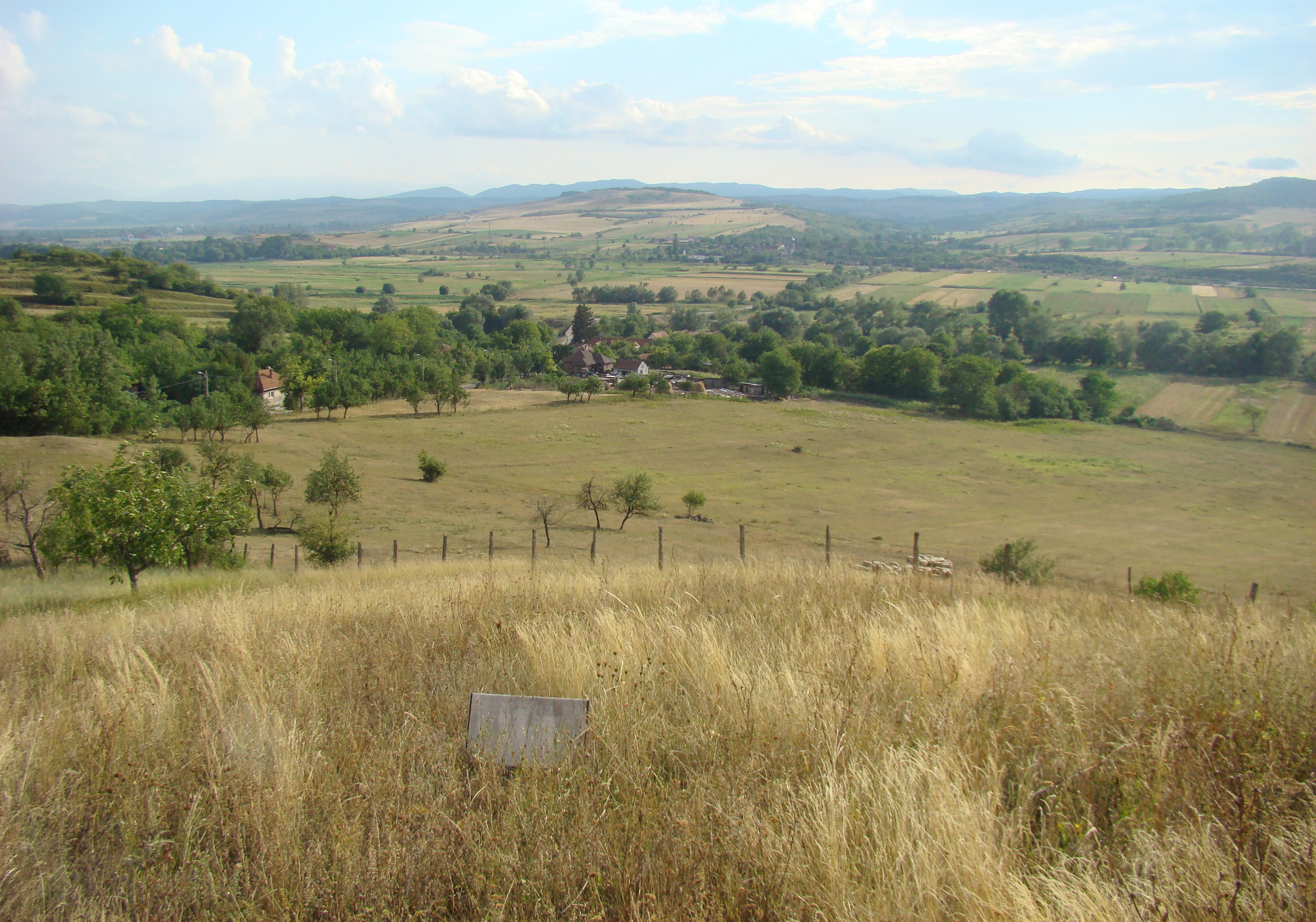
Sântămăria de Piatră
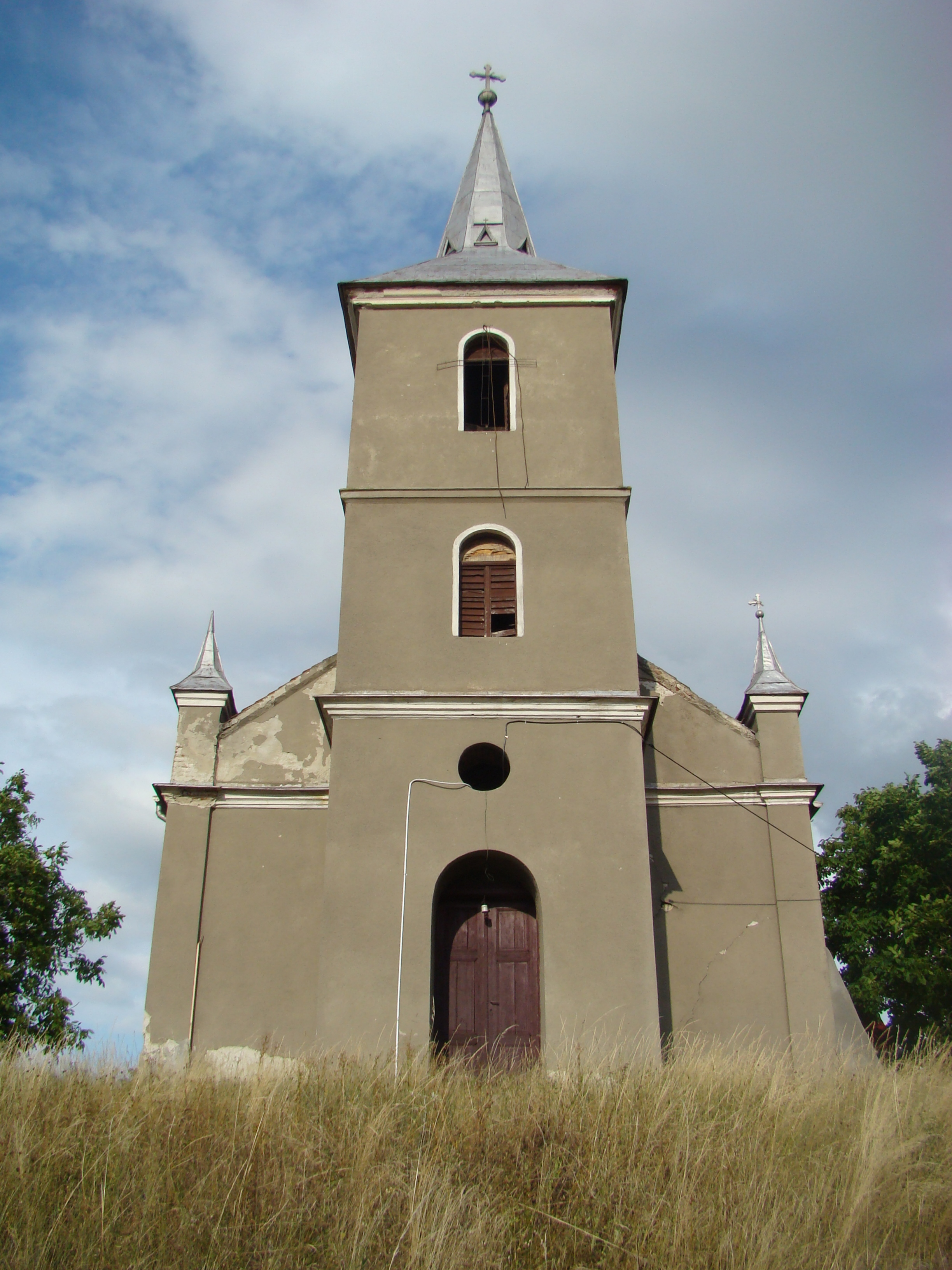
Biserica „Pogorârea Sfântui Duh” din Sântămăria de Piatră
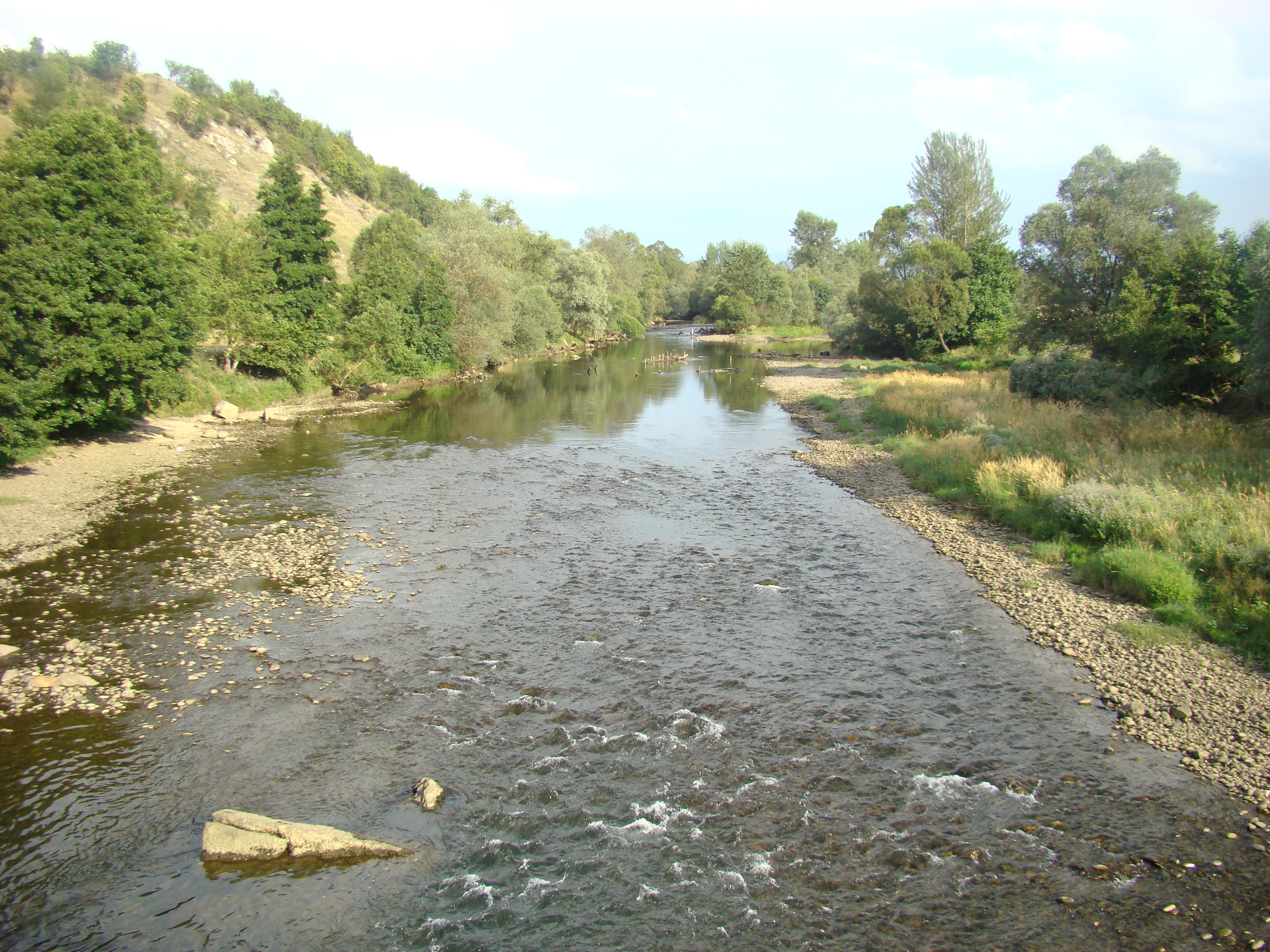
Râul Strei
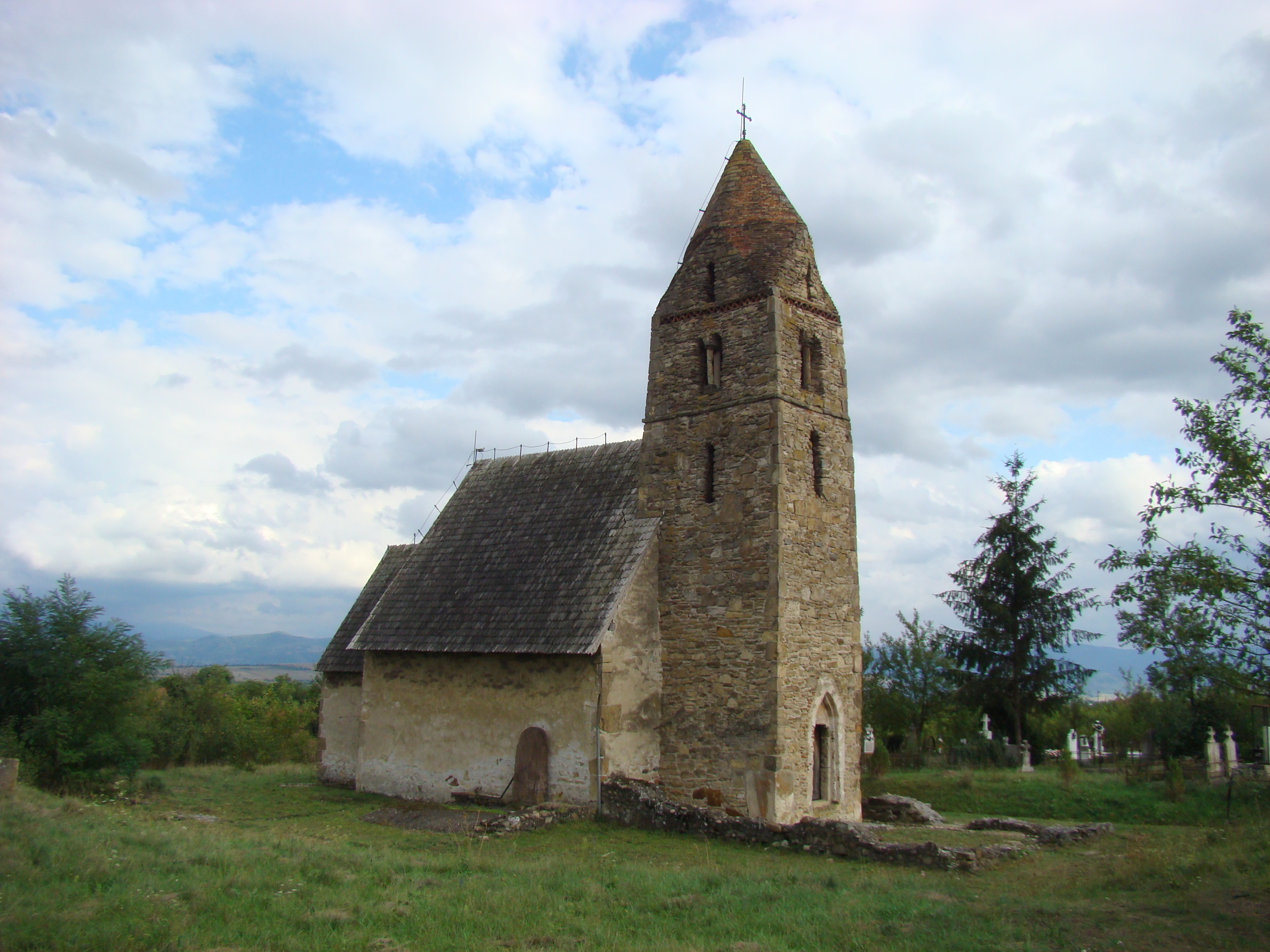
Biserica Adormirea Maicii Domnului din Strei
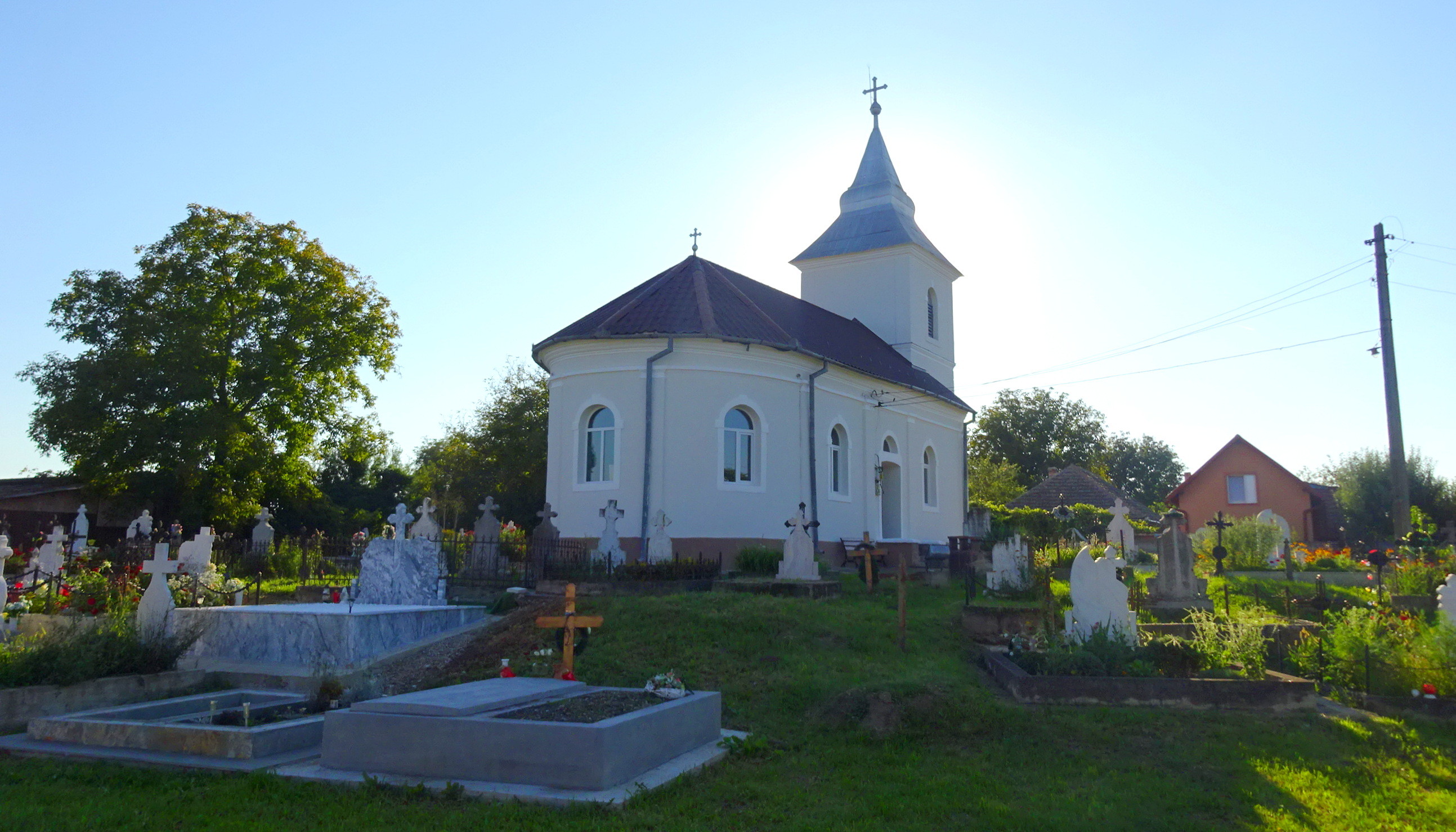
Biserica Sfinții Arhangheli din Ohaba Streiului

## Vezi și
- Biserica Adormirea Maicii Domnului din Strei
- Biserica Sf. Gheorghe din Streisângeorgiu